# Білоярське сільське поселення (Тегульдетський район)
Білоя́рське сільське поселення (рос. Белоярское сельское поселение) — сільське поселення у складі Тегульдетського району Томської області Росії.
Адміністративний центр — селище Білий Яр.
Населення сільського поселення становить 507 осіб (2019; 548 у 2010, 733 у 2002).

## Склад
До складу сільського поселення входять:
| Населений пункт           | Населення, осіб (2002) | Населення, осіб (2010) |
| ------------------------- | ---------------------- | ---------------------- |
| Білий Яр, селище          | 569                    | 423                    |
| Верхнє Скобліно, присілок | 1                      | -                      |
| Новошумілово, присілок    | 123                    | 94                     |
| Озерне, присілок          | 40                     | 31                     |